# Джьюнта, Салваторе
Сальваторе Джьюнта (англ. Salvatore Augustine Giunta; 21 января 1985) — штаб-сержант Армии США в отставке. Кавалер Медали почёта. Служил в 173-й воздушно-десантной бригаде.
Первый солдат со времён Вьетнамской войны, кто получил высшую военную награду США — Медаль Почёта не посмертно. Джьюнта получил награду за свои действия в 2007 году во время войны в Афганистане.

## Подвиг
В октябре 2007 года Джьюнта в составе отделения из восьми человек двигался вдоль поросшего лесом хребта в долине Корангале. Они попали в засаду, устроенную талибами, состоящую, по меньшей мере, из двенадцати человек. Нападение было осуществлено с трёх сторон и с такого близкого расстояния, что отделению невозможно было предоставить воздушную поддержку. Сержант Джош Бреннан, идущий первым, сразу получил шесть огнестрельных ранений. Джьюнта (бывший в то время в звании специалиста), шёл четвёртым с конца и получил выстрел в грудь, но его защитил бронежилет. Другая пуля повредила оружие у него на спине. Джьюнта побежал в голову колонны, открыв огонь и бросая гранаты, поддерживая действия старшего сержанта Эрика Галлардо и специалиста Фрэнклина Экроуда. Но Экроуд, чей пулемёт М249 заклинило, скоро был серьёзно ранен. Продолжая движение вперед, Джьюнта увидел, как двое нападавших, одним из которых оказался Мохаммед Тали, тащат Бреннана по направлению к лесу. Джьюнта атаковал их, используя свой М4, убил Тали и подбежал к Бреннану, обеспечив ему защиту и помощь до прибытия подмоги.
Я бежал к нему сквозь огонь, узнать, что там с ним, мы могли бы вместе скрыться за скалой и отстреливаться... Он был в сознании. Он дышал. Попросил морфин. Я сказал: «Ты выберешься и ещё будешь рассказывать про свои подвиги», и он отвечал что-то вроде: «Выберусь, выберусь». Оригинальный текст (англ.)I ran through fire to see what was going on with him and maybe we could hide behind the same rock and shoot together ... He was still conscious. He was breathing. He was asking for morphine. I said, "You'll get out and tell your hero stories," and he was like, "I will, I will."
Бреннан скончался уже в госпитале.